# Greci
Greci é uma comuna italiana da região da Campania, província de Avellino, com cerca de 946 habitantes. Estende-se por uma área de 30 km², tendo uma densidade populacional de 32 hab/km². Faz fronteira com Ariano Irpino, Castelfranco in Miscano (BN), Faeto (FG), Montaguto, Orsara di Puglia (FG), Savignano Irpino.

## Demografia
| Variação demográfica do município entre 1861 e 2011                               |
|                                                                                   |
| Fonte: Istituto Nazionale di Statistica (ISTAT) - Elaboração gráfica da Wikipedia |